# Kalkängsblomfluga
Kalkängsblomfluga (Melanogaster nuda) är en tvåvingeart som först beskrevs av Pierre Justin Marie Macquart 1829.
Kalkängsblomfluga ingår i släktet ängsblomflugor och familjen blomflugor. Arten är reproducerande i Sverige.